# Sherif Baha El Din

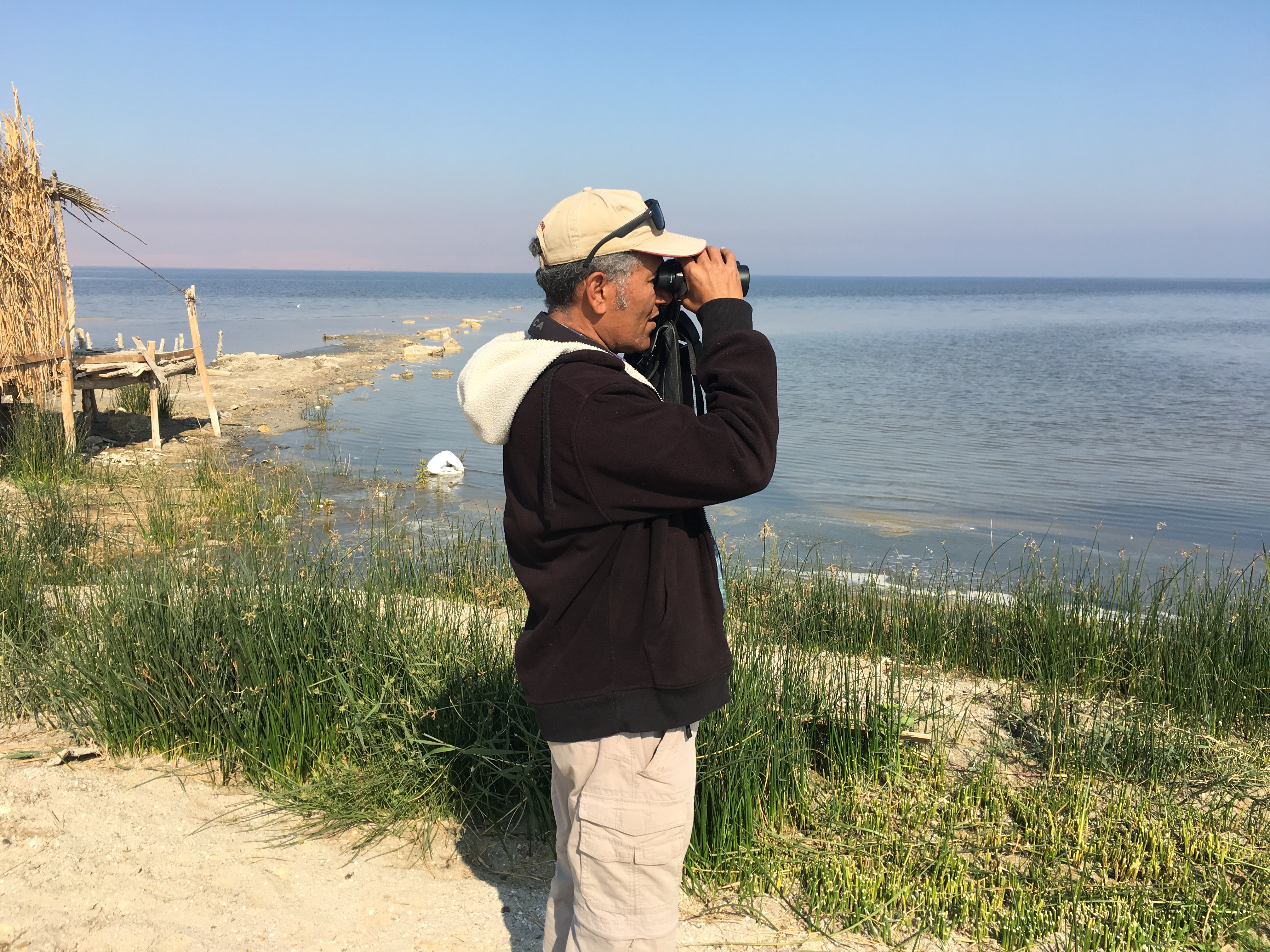
Sherif Baha El Din

Sherif Baha El Din (arabisch شريف بهاء الدين, DMG Šarīf Bahāʾ ad-Dīn; * 7. Dezember 1960 in Ras Ghalib, Ägypten) ist ein ägyptischer Herpetologe, Ornithologe und Naturschützer.

## Leben
Baha El Din wuchs in Ras Ghalib auf, einem Badeort am Roten Meer nördlich von Hurghada. 1967 zog die Familie nach Kairo. Ab 1975 besuchte er die Kunstschule der Helwan-Universität, wo er 1982 den Bachelor of Arts in Design erlangte. 1981 untersuchte er als Ornithologe die Ausmaße einer großen Ölpest auf die Avifauna im Roten Meer. Er arbeitete mit einer Gruppe von Wissenschaftlern zusammen, die den gesamten Küstenstreifen von Sues nach Ras Banas vermaßen. Während der einmonatigen Feldarbeit wurde ein ganzer Lastwagen mit trockenen Vogelkadavern gefüllt. In den 1980er Jahren engagierte sich Baha El Din für die Gründung neuer Schutzgebiete. Er wurde wissenschaftlicher Berater für die Zaranik-Region, die 1985 als zweiter Nationalpark Ägyptens registriert wurde. Das Zaranik-Schutzgebiet im Norden der Sinai-Halbinsel umfasst den Bardawilsee, der eine große Vielfalt an einzigartigen aquatischen und terrestrischen Lebensräumen bietet und einen wichtigen Sammelplatz für Zugvögel darstellt. 1987 begann er ein Studium der Stadt- und Regionalplanung an der Virginia Polytechnic Institute and State University in Blacksburg (Virginia), das er 1989 als Master abschloss. Im selben Jahr heiratete er die US-amerikanische Herpetologin Mindy Rosenzweig, die 2013 starb. Aus dieser Ehe gingen zwei Töchter hervor. Ab 1992 arbeiteten Sherif und Mindy Baha El Din als Berater im Wildtiermanagement und in der Ökotourismus-Branche. Sie organisierten und leiteten Vogelbeobachtungsexkursionen durch ganz Ägypten, publizierten Unterrichtsmaterialien, veranstalteten Kampagnen zum Schutz der Zugvögel und studierten die Zugvogelrouten. Mindy und Sherif Baha El Din waren Berater im Naturschutzsektor der ägyptischen Umweltagentur. 1994 riefen sie das Projekt Tortoise Care Egypt ins Leben, mit dem Ziel, ein Nachzuchtprogramm für die Ägyptische Landschildkröte (Testudo kleinmanni), die in Ägypten als ausgestorben gilt, aufzubauen. Nach einem vierjährigen Ökologiestudium promovierte Baha El Din 2001 mit der Dissertation The Herpetofauna of Egypt: Species, Communities and Assemblages an der University of Nottingham zum Ph.D. Von 2008 bis 2009 leitete er für das Unternehmen Royal Dutch Shell ein Pilotprojekt zum Biodiversitätsschutz. Seit 2010 arbeitet er als Umweltberater für das Entwicklungsprogramm der Vereinten Nationen (UNDP). Seit 2011 ist er leitender technischer Berater bei BirdLife International. Bereits sechs Jahre zuvor gründete er Nature Conservation Egypt, die ägyptische Partnerorganisation von BirdLife International. Ferner ist er Feldmitarbeiter am Field Museum of Natural History in Chicago.
Baha El Din veröffentlichte die Werke Common Birds of Egypt (1994), Directory of Important Bird Areas in Egypt (1999) und A Guide to the Reptiles and Amphibians of Egypt (2006). Daneben verfasste er die wissenschaftlichen Erstbeschreibungen zu Amietophrynus kassasii (1993), Tarentola mindiae (1997), Hemidactylus mindiae (2005) und Acanthodactylus aegyptius (2007).

## Dedikationsnamen
2002 wurde die Eidechsenart Mesalina bahaeldini zu Ehren von Sherif Baha El Din benannt.